# Turkey Chase
Turkey Chase – instrumentalny utwór skomponowany przez Boba Dylana, nagrany przez niego w lutym 1973 r. i wydany na albumie Pat Garrett and Billy the Kid w lipcu 1973 r. Kompozycja została wybrana jako strona B singla „Knockin’ on Heaven’s  Door”.

## Historia i charakter utworu
Ten instrumentalno-wokalny utwór został nagrany jako ilustracja muzyczna filmu Pat Garrett i Billy Kid w lutym 1973 r. w Burbank Studios w Burbank w Kalifornii, w czasie trzeciej sesji. Plonem tej sesji były jeszcze: „Main Title Theme (Billy)”, „Cantina Theme (Workin' for the Law)” (instrumentalny), „Billy” (3 próby), „Billy 1” (wokalno-instrumentalny) oraz „River Theme” (instrumentalny).
Ten instrumentalny utwór utrzymany jest w bardzo szybkim tempie. Pierwszą rolę odgrywają tu skrzypce, na których gra Byron Berline oraz bandżo, na którym gra Roger McGuinn, muzyk grupy The Byrds. 
Był to pierwszy utwór Bob Dylana wykorzystany w reklamie. Kompozycja reklamowała greckie piwo w 1979 r. Utwór ten nigdy nie był wykonywany na koncercie.

## Muzycy
Sesja trzecia
- Bob Dylan – gitara, wokal
- Roger McGuinn – gitara, bandżo
- Bruce Langhorne – gitara
- Booker T – gitara basowa
- Byron Berline – wiejskie skrzypce (fiddle), wokal
- Donna Weiss – chórki
- Priscilla Jones – chórki